# 小リトアニア

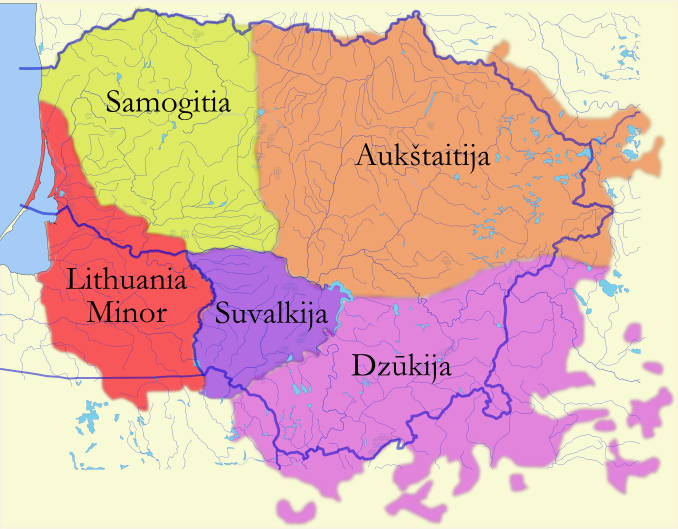
赤い地域が小リトアニア

小リトアニア（リトアニア語：Mažoji ドイツ語：Kleinlitauen ポーランド語：Litwa Mniejsza ロシア語：MáлаяЛитвá）またはプロイセンリトアニア (リトアニア語: Prūsų Lietuva ドイツ語: Preußisch-Litauen, ポーランド語: Litwa Pruska) とは、リトアニア、カリーニングラード州、ポーランドにかけてまたがる地域である。

小リトアニアの旗

## 地理
ポーランド、ロシア、リトアニアにまたがっている。大きさは約11,400平方キロメートルである。1918年以前は東プロイセンであった。宗教はプロイセンとは対照的に、カトリックが多かった。

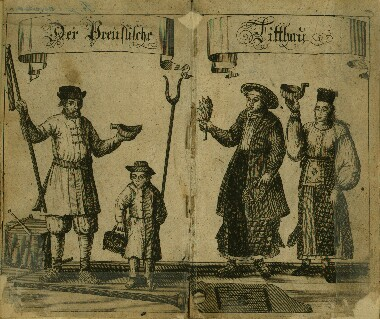
プロイセン系リトアニア人の子供が洗礼を受けるようす(1744年)

## 歴史
この地域には13世紀にドイツ騎士団が進行してからドイツ人が大勢住むようになった(バルト・ドイツ人)。その後、小リトアニアはドイツ騎士団国の一部となった。それ以来、小リトアニアはプロイセンの一部となっていたが、メルノ条約以来ドイツ帝国のものとされていたクライペダ地域は、1945年にリトアニアのものとなった。
1863年に始まった1月蜂起で、ロシア帝国領内でのリトアニア語出版が禁じられると、東プロイセン、特にティルジットやラグニットをはじめとした小リトアニアでリトアニア語の書物が印刷され、ひそかにロシア領リトアニアへ密輸されていった。
第一次世界大戦後、ロシアから独立を宣言したプロイセンのリトアニア人活動家が、小リトアニアを「大リトアニア」に統一することをドイツに要求する署名運動を開始した。この活動は、リトアニア政府によって援助されていた。メーメル、ネマン川の北側は、1920年にヴェルサイユ条約によってドイツから分離した。その地域はメーメル地域（リトアニア名クライペダ地方）と呼ばれており、リトアニアとポーランドに港の権利を保証するために連合国の保護領とした。 1923年1月には、クライペダ蜂起おこったクライペダ地方は、ベルサイユ条約の違反の下で1923年にリトアニアに併合された。領土の併合は、国の経済の30%を占める割合で、リトアニアへの経済的繁栄をもたらしたが、1933年にナチス・ドイツに経済制裁を行ってからは、この地域の経済的重要性は低下した。
ドイツの外相ヨアヒム・フォン・リッベントロップはメーメル地域の明け渡しを要求し、1939年3月20日にリトアニア外務大臣への最後通告を伝えた。それは平和的にするとリッベントロップは誓ったが、メーメル地域がドイツに割譲されなかった場合は「必要であれば他の手段によって取得される」と記した。リトアニアは、自由港としての新たな港湾施設を使用する権利と引き換えに、最後通牒に提出しドイツとメーメル地域の1939年3月22日の会談の夜遅くにドイツへの紛争地域を割譲した。このことはプロイセンリトアニア人の過半数はこの知らせを喜んだ。第二次世界大戦の前にナチスドイツの最後の領土利得があった。その後、リトアニアそのものがドイツに併合された。
第二次世界大戦後、東プロイセンのドイツ人、リトアニア人はソ連からドイツに追放された。ソ連は1944年にリトアニアを占領し、メーメル地域が新たに形成されてリトアニアSSRに組み込まれた。東プロイセンの残りの部分は、ポーランドとソ連に分割された。
その後、領土をロシア・ソビエト連邦社会主義共和国の公式な一部ではない、それの管理をするポツダム宣言でソ連に与えられたとした。スターリンの死後、ニキータ・フルシチョフはリトアニア・ソビエト社会主義共和国にカリーニングラード州を提供した。しかし長官AntanasSniečkusはこの申し出を断った。
2010年には、1990年の機密文書に、ソ連の指導者がドイツへのカリーニングラードの返還を交渉する用意があることを示した文書が発見された。提案はドイツの外交官によって拒否された。
ソ連崩壊後、カリーニングラード州はロシアの飛び地となっている。リトアニア、ドイツ、ポーランドはこの時点で地域への公式の請求を請求しようとしていない。

## 民族構成
1816年以前の記録は断片的であり、不確かな物だが、1825年から1836年までプロイセンによって人々の使う言語が集計された。
1709年以前までは人が多く住んでおり30万人も居たが、1709-11年のペストの流行で人口の53％を占める生粋のラトビア人が死んでしまった。
1914年以前、ドイツ系リトアニア人によりドイツ語が話されていた。リトアニア語はクライペダとマネンの辺りでよく話された。しかし、第一次世界大戦や第二次世界大戦時のドイツ人追放により、ドイツ系がドイツに送還させられると、リトアニア語が主流となった。しかし、ドイツ語の名残も多く、しばらく口頭で話されていた。
1873年以前はドイツ語化が行われておらず、自然とドイツ語が移民により増えていっていた。また、リトアニア人もドイツ文化に興味を示したこともあり、1924年では24％の小リトアニア人が自分をリトアニア人として考えており、42％が自分をドイツ系リトアニア人またはクライペダ人（ドイツ語のクライペタ方言を話すリトアニア系ドイツ人）と認識していた。